# Головчак ґратчастий
Головчак ґратчастий (Muschampia cribrellum) — вид денних метеликів родини головчаків (Hesperiidae).

## Поширення
Вид поширений у Східній Європі та Північній Азії від Угорщини та Болгарії до Амурської області Росії та Північно-Східного Китаю.
В Україні поширений у невеликих локалітетах на сході країни (Луганська, Запорізька області). За старовинними знахідками відомий з півночі Миколаївської, Полтавської, Одеської, Кіровоградської областей і Криму.

## Спосіб життя
Метелики літають у травні-липні. Населяють степові ділянки, пустирі тощо. Гусениця живляться перстачем.